# شیپ کافه
شیپ کافه (انگلیسی: Ship Cafe) یک فیلم موزیکال آمریکایی به کارگردانی رابرت فلری است که در سال ۱۹۳۵ منتشر شد. عنوان فیلم از نام یک کاباره و کلوپ رقص شبانه به نام «شیپ کافه» گرفته شده‌است.

## بازیگران
- کارل بریسون
- آرلین جاج
- مدی کریستیانس
- ویلیام فرالی
- اینز کارتنی
- گرانت ویثرز
- هدا هاپر
- اروینگ بیکن
- تاینی سندفورد
- جک نورتون